# Fontanel

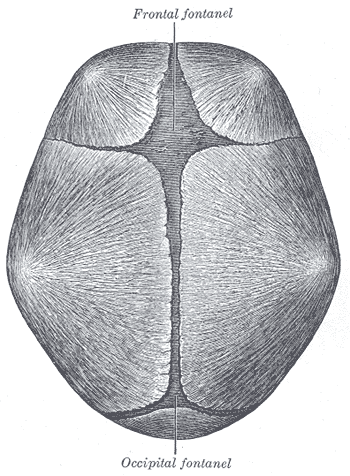
Beide fontanellen bij de geboorte.

De fontanel is een opening tussen de delen waaruit de schedel is opgebouwd (de schedelbeenderen).
De meeste pasgeboren kinderen hebben twee fontanellen: de grote en de kleine fontanel. De grote fontanel (die de vorm van een ruit heeft) ligt vlak boven het voorhoofd, de kleine fontanel (die de vorm van een driehoek heeft) ligt ter hoogte van de kruin.
De reden dat de schedelbeenderen openingen ertussen bevatten, heeft te maken met het feit dat tijdens een bevalling de schedel door het bekken heen moet. De schedel is het deel van het kind met de grootste diameter. Dat wil zeggen dat dat deel bepaalt of het kind door het bekken heen kan of niet. Als er ruimte is tussen de verschillende schedelbeenderen, is er de mogelijkheid om de diameter van de schedel wat te verkleinen, namelijk door de schedelbeenderen wat over elkaar te laten schuiven. Dit fenomeen wordt moulage genoemd.
Van de fontanellen wordt door verloskundigen, huisartsen en gynaecologen dankbaar gebruikgemaakt als oriëntatiepunten. Als er inwendig gevoeld wordt naar het hoofd van het ongeboren kind, kan de ligging van het hoofdje bepaald worden aan de hand van de ligging van de verschillende fontanellen.
Bij baby's vormt de fontanel een kritieke plek, omdat de hersenmassa erachter veel minder goed beschermd is. Bij het volgroeien van de schedel wordt de fontanel gesloten.
De fontanel groeit helemaal dicht rond de leeftijd van 12 tot 18 maanden. Een holle fontanel kan duiden op uitdroging. Een bolle fontanel kan duiden op verschillende normale dingen, zoals kauwen, persen of huilen. Als de bolling aanhoudt, wordt aangeraden een dokter te raadplegen. Dit kan namelijk veroorzaakt worden door vochtophoping, onder meer door bloedingen of infecties.